# تحدي الفلفل الأحمر

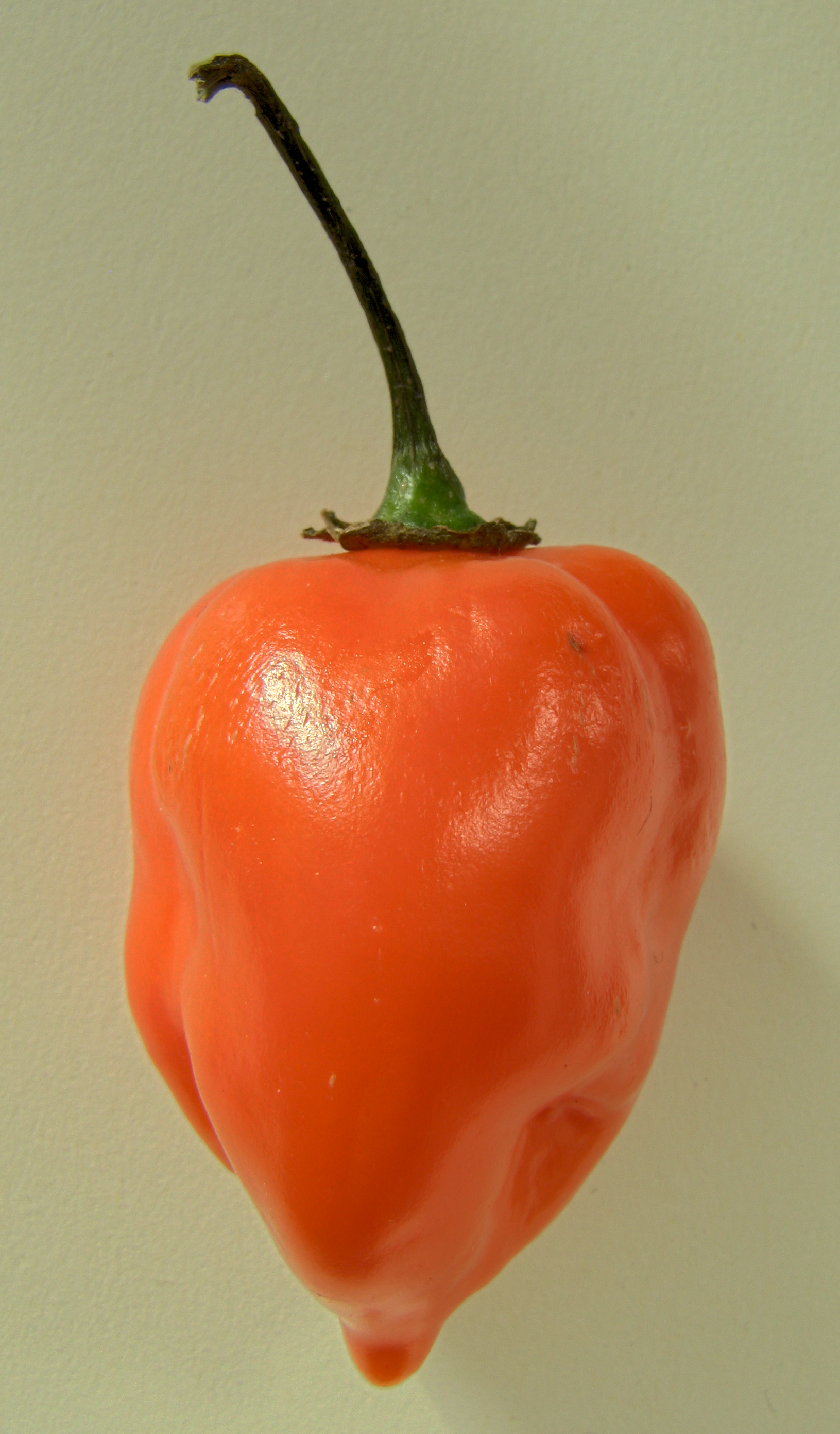
فليفلة صينية

تحدي الفلفل الأحمر هو تحدي منتشر علي الانترنت، وهو عبارة عن تحدي حيث يقوم المتحدي بتصوير نفسه وهويقوم بتناول الفلفل الأحمر المعروف بلذوعته ومعدلاته العالية علي مقياس سكوفيل مثل: فلفل كايين، الفلفل التايلاندي، الفلفل المكسيكي، الفلفل العفريت وعقرب ترينداد. ثم بعد ذلك يتم رفع الفيديو علي الإنترنت، وقد تم ذكر ذلك التحدي في برامج ومسلسلات تليفزيونية مثل برنامج «رجل ضد الطعام».
وتظهر تلك المقاطع المراحل المختلفة التي يمر بها المتسابق. في البداية يقوم المتسابق بتعريف نفسه-نفسها ويقترح التحدي الذي سيقوم به. ويقوم المتسابق بأخذ اجراءات احترازية مثل وضع كمية كبيرة من اللبن بجانبه لتخفيف احساس الحرقان في الفم والحلق، ثم يتم أكل الفلفل أو الطعام المحتوي عليه، يشعر بعدها المتسابق بالحرقان والتعرق المتسبب فيه مادة الكبسائسين الموجودة في الفلفل والتي قد تؤدي الي التقيؤ أو الهلوسة.